# 岩手県の廃止市町村一覧
岩手県の廃止市町村一覧（いわてけんのはいししちょうそんいちらん）は、岩手県における市制・町村制施行（1889年4月1日）後に、市町村合併や他の自治体に統合されることなどにより廃止した市町村の一覧である。単なる名称の変更は対象としない。
- 町村が「町制」・「市制」を施行し町・市となるケース
  - 「市町村」以外の表記名を変更しなかった自治体は一覧に含まれない。（例：江刺町 → 江刺市）
  - 町制・市制を施行した際に名称を変更した場合も一覧に含まれない。（例：好地村 → 石鳥谷町）
- 市町村が名称変更した場合は一覧に含まれない。
- 所属郡が変更になった場合は一覧に含まれない。
- 市町村合併で廃止した市町村のケース
  - 編入合併した場合の、存続市町村は廃止に当たらないので一覧に含まれない。
  - 編入合併した場合の、廃止した市町村は一覧に含まれる。
  - 新設合併した場合の、廃止した市町村は一覧に含まれる。
  - 新設合併した場合の、名称が残った市町村も一覧に含まれる。（例：旧・一関市 → 新・一関市）
- 分割や分立をしたケース
  - 分割で廃止した市町村は一覧に含まれる。
  - 分立で存続した市町村は一覧に含まれない。

| 年           | 市の数 | 町の数 | 村の数 | 市町村数 |
| ------------ | ------ | ------ | ------ | -------- |
| 1888年       |        |        |        | 646      |
| 1889年4月1日 | 1      | 21     | 219    | 241      |
| 1953年4月1日 | 5      | 33     | 183    | 221      |
| 1960年4月1日 | 12     | 27     | 24     | 63       |
| 2000年1月1日 | 13     | 30     | 16     | 59       |
| 2014年1月1日 | 14     | 15     | 5      | 34       |

## 1929年以前
- 稗貫郡根子村 （1923年6月1日）稗貫郡花巻川口町に編入のため
- 下閉伊郡（旧）宮古町 （1924年4月1日）下閉伊郡宮古町新設のため
- 下閉伊郡鍬ヶ崎町 （1924年4月1日）下閉伊郡宮古町新設のため
- 岩手郡米内村 （1928年4月1日）盛岡市に編入のため
- 稗貫郡（旧）花巻町 （1929年4月10日）稗貫郡花巻町新設のため
- 稗貫郡花巻川口町 （1929年4月10日）稗貫郡花巻町新設のため

## 1930年～1939年
この10年間に県内に廃止市町村なし

## 1940年～1949年
- 岩手郡厨川村 （1940年1月1日）盛岡市に編入のため
- 下閉伊郡宮古町 （1941年2月11日）宮古市新設のため
- 下閉伊郡磯鶏村 （1941年2月11日）宮古市新設のため
- 下閉伊郡千徳村 （1941年2月11日）宮古市新設のため
- 下閉伊郡山口村 （1941年2月11日）宮古市新設のため
- 岩手郡浅岸村 （1941年4月10日）盛岡市に編入のため
- 岩手郡中野村 （1941年4月10日）盛岡市に編入のため
- 岩手郡本宮村 （1941年4月10日）盛岡市に編入のため
- 西磐井郡一関町 （1948年4月1日）一関市新設のため
- 西磐井郡山目町 （1948年4月1日）一関市新設のため
- 西磐井郡中里村 （1948年4月1日）一関市新設のため
- 西磐井郡真滝村 （1948年4月1日）一関市新設のため

## 1950年～1959年
- 気仙郡大船渡町 （1952年4月1日）大船渡市新設のため
- 気仙郡盛町 （1952年4月1日）大船渡市新設のため
- 気仙郡赤崎村 （1952年4月1日）大船渡市新設のため
- 気仙郡猪川村 （1952年4月1日）大船渡市新設のため
- 気仙郡立根村 （1952年4月1日）大船渡市新設のため
- 気仙郡日頃市村 （1952年4月1日）大船渡市新設のため
- 気仙郡末崎村 （1952年4月1日）大船渡市新設のため
- 和賀郡立花村 （1954年1月1日）和賀郡黒沢尻町に編入のため
- 岩手郡（旧）玉山村 （1954年4月1日）岩手郡玉山村新設のため
- 岩手郡渋民村 （1954年4月1日）岩手郡玉山村新設のため
- 岩手郡藪川村 （1954年4月1日）岩手郡玉山村新設のため
- 稗貫郡花巻町 （1954年4月1日）花巻市新設のため
- 稗貫郡太田村 （1954年4月1日）花巻市新設のため
- 稗貫郡宮野目村 （1954年4月1日）花巻市新設のため
- 稗貫郡矢沢村 （1954年4月1日）花巻市新設のため
- 稗貫郡湯口村 （1954年4月1日）花巻市新設のため
- 稗貫郡湯本村 （1954年4月1日）花巻市新設のため
- 和賀郡黒沢尻町 （1954年4月1日）北上市新設のため
- 和賀郡飯豊村 （1954年4月1日）北上市新設のため
- 和賀郡鬼柳村 （1954年4月1日）北上市新設のため
- 和賀郡更木村 （1954年4月1日）北上市新設のため
- 和賀郡二子村 （1954年4月1日）北上市新設のため
- 胆沢郡相去村 （1954年4月1日）北上市新設のため
- 江刺郡福岡村 （1954年4月1日）北上市新設のため
- 胆沢郡水沢町 （1954年4月1日）水沢市新設のため
- 胆沢郡姉体村 （1954年4月1日）水沢市新設のため
- 胆沢郡佐倉河村 （1954年4月1日）水沢市新設のため
- 胆沢郡真城村 （1954年4月1日）水沢市新設のため
- 江刺郡黒石村 （1954年4月1日）水沢市新設のため
- 江刺郡羽田村 （1954年4月1日）水沢市新設のため
- 九戸郡久慈町 （1954年11月3日）久慈市新設のため
- 九戸郡長内町 （1954年11月3日）久慈市新設のため
- 九戸郡宇部村 （1954年11月3日）久慈市新設のため
- 九戸郡大川目村 （1954年11月3日）久慈市新設のため
- 九戸郡侍浜村 （1954年11月3日）久慈市新設のため
- 九戸郡夏井村 （1954年11月3日）久慈市新設のため
- 九戸郡山根村 （1954年11月3日）久慈市新設のため
- 上閉伊郡遠野町 （1954年12月1日）遠野市新設のため
- 上閉伊郡青笹村 （1954年12月1日）遠野市新設のため
- 上閉伊郡綾織村 （1954年12月1日）遠野市新設のため
- 上閉伊郡小友村 （1954年12月1日）遠野市新設のため
- 上閉伊郡上郷村 （1954年12月1日）遠野市新設のため
- 上閉伊郡附馬牛村 （1954年12月1日）遠野市新設のため
- 上閉伊郡土淵村 （1954年12月1日）遠野市新設のため
- 上閉伊郡松崎村 （1954年12月1日）遠野市新設のため
- 稗貫郡（旧）大迫町 （1955年1月1日）稗貫郡大迫町新設のため
- 稗貫郡内川目村 （1955年1月1日）稗貫郡大迫町新設のため
- 稗貫郡外川目村 （1955年1月1日）稗貫郡大迫町新設のため
- 稗貫郡亀ヶ森村 （1955年1月1日）稗貫郡大迫町新設のため
- 和賀郡土沢町 （1955年1月1日）和賀郡東和町新設のため
- 和賀郡小山田村 （1955年1月1日）和賀郡東和町新設のため
- 和賀郡谷内村 （1955年1月1日）和賀郡東和町新設のため
- 和賀郡中内村 （1955年1月1日）和賀郡東和町新設のため
- 旧・一関市 （1955年1月1日）一関市新設のため
- 西磐井郡厳美村 （1955年1月1日）一関市新設のため
- 西磐井郡萩荘村 （1955年1月1日）一関市新設のため
- 西磐井郡弥栄村 （1955年1月1日）一関市新設のため
- 東磐井郡舞川村 （1955年1月1日）一関市新設のため
- 西磐井郡花泉村 （1955年1月1日）西磐井郡花泉町新設のため
- 西磐井郡老松村 （1955年1月1日）西磐井郡花泉町新設のため
- 西磐井郡永井村 （1955年1月1日）西磐井郡花泉町新設のため
- 西磐井郡油島村 （1955年1月1日）西磐井郡花泉町新設のため
- 西磐井郡日形村 （1955年1月1日）西磐井郡花泉町新設のため
- 西磐井郡涌津村 （1955年1月1日）西磐井郡花泉町新設のため
- 気仙郡高田町 （1955年1月1日）陸前高田市新設のため
- 気仙郡気仙町 （1955年1月1日）陸前高田市新設のため
- 気仙郡広田町 （1955年1月1日）陸前高田市新設のため
- 気仙郡小友村 （1955年1月1日）陸前高田市新設のため
- 気仙郡竹駒村 （1955年1月1日）陸前高田市新設のため
- 気仙郡矢作村 （1955年1月1日）陸前高田市新設のため
- 気仙郡横田村 （1955年1月1日）陸前高田市新設のため
- 気仙郡米崎村 （1955年1月1日）陸前高田市新設のため
- 九戸郡（旧）軽米町 （1955年1月1日）九戸郡軽米町新設のため
- 九戸郡小軽米村 （1955年1月1日）九戸郡軽米町新設のため
- 九戸郡晴山村 （1955年1月1日）九戸郡軽米町新設のため
- 岩手郡簗川村 （1955年2月1日）盛岡市に編入のため
- 東磐井郡田河津村 （1955年2月1日）東磐井郡東山村新設のため
- 東磐井郡長坂村 （1955年2月1日）東磐井郡東山村新設のため
- 下閉伊郡刈屋村 （1955年2月1日）下閉伊郡新里村新設のため
- 下閉伊郡茂市村 （1955年2月1日）下閉伊郡新里村新設のため
- 江刺郡岩谷堂町 （1955年2月10日）江刺郡江刺町新設のため
- 江刺郡伊手村 （1955年2月10日）江刺郡江刺町新設のため
- 江刺郡稲瀬村 （1955年2月10日）江刺郡江刺町新設のため
- 江刺郡愛宕村 （1955年2月10日）江刺郡江刺町新設のため
- 江刺郡田原村 （1955年2月10日）江刺郡江刺町新設のため
- 江刺郡玉里村 （1955年2月10日）江刺郡江刺町新設のため
- 江刺郡広瀬村 （1955年2月10日）江刺郡江刺町新設のため
- 江刺郡藤里村 （1955年2月10日）江刺郡江刺町新設のため
- 江刺郡米里村 （1955年2月10日）江刺郡江刺町新設のため
- 江刺郡梁川村 （1955年2月10日）江刺郡江刺町新設のため
- 上閉伊郡（旧）宮守村 （1955年2月11日）上閉伊郡宮守村新設のため
- 上閉伊郡達曽部村 （1955年2月11日）上閉伊郡宮守村新設のため
- 上閉伊郡鱒沢村 （1955年2月11日）上閉伊郡宮守村新設のため
- 九戸郡（旧）種市町 （1955年2月11日）九戸郡種市町新設のため
- 九戸郡中野村 （1955年2月11日）九戸郡種市町新設のため
- 紫波郡煙山村 （1955年3月1日）紫波郡矢巾村新設のため
- 紫波郡徳田村 （1955年3月1日）紫波郡矢巾村新設のため
- 紫波郡不動村 （1955年3月1日）紫波郡矢巾村新設のため
- 胆沢郡（旧）金ヶ崎町 （1955年3月1日）胆沢郡金ヶ崎町新設のため
- 胆沢郡永岡村 （1955年3月1日）胆沢郡金ヶ崎町新設のため
- 下閉伊郡（旧）山田町 （1955年3月1日）下閉伊郡山田町新設のため
- 下閉伊郡大沢村 （1955年3月1日）下閉伊郡山田町新設のため
- 下閉伊郡織笠村 （1955年3月1日）下閉伊郡山田町新設のため
- 下閉伊郡豊間根村 （1955年3月1日）下閉伊郡山田町新設のため
- 下閉伊郡船越村 （1955年3月1日）下閉伊郡山田町新設のため
- 二戸郡（旧）福岡町 （1955年3月10日）二戸郡福岡町新設のため
- 二戸郡石切所村 （1955年3月10日）二戸郡福岡町新設のため
- 二戸郡御返地村 （1955年3月10日）二戸郡福岡町新設のため
- 二戸郡斗米村 （1955年3月10日）二戸郡福岡町新設のため
- 二戸郡爾薩体村 （1955年3月10日）二戸郡福岡町新設のため
- 岩手郡太田村 （1955年4月1日）盛岡市に編入のため
- 岩手郡（旧）雫石町 （1955年4月1日）岩手郡雫石町新設のため
- 岩手郡御明神村 （1955年4月1日）岩手郡雫石町新設のため
- 岩手郡御所村 （1955年4月1日）岩手郡雫石町新設のため
- 岩手郡西山村 （1955年4月1日）岩手郡雫石町新設のため
- 紫波郡日詰町 （1955年4月1日）紫波郡紫波町新設のため
- 紫波郡赤石村 （1955年4月1日）紫波郡紫波町新設のため
- 紫波郡赤沢村 （1955年4月1日）紫波郡紫波町新設のため
- 紫波郡佐比内村 （1955年4月1日）紫波郡紫波町新設のため
- 紫波郡志和村 （1955年4月1日）紫波郡紫波町新設のため
- 紫波郡長岡村 （1955年4月1日）紫波郡紫波町新設のため
- 紫波郡彦部村 （1955年4月1日）紫波郡紫波町新設のため
- 紫波郡古館村 （1955年4月1日）紫波郡紫波町新設のため
- 紫波郡水分村 （1955年4月1日）紫波郡紫波町新設のため
- 紫波郡飯岡村 （1955年4月1日）紫波郡都南村新設のため
- 紫波郡乙部村 （1955年4月1日）紫波郡都南村新設のため
- 紫波郡見前村 （1955年4月1日）紫波郡都南村新設のため
- 稗貫郡（旧）石鳥谷町 （1955年4月1日）稗貫郡石鳥谷町新設のため
- 稗貫郡新堀村 （1955年4月1日）稗貫郡石鳥谷町新設のため
- 稗貫郡八幡村 （1955年4月1日）稗貫郡石鳥谷町新設のため
- 稗貫郡八重畑村 （1955年4月1日）稗貫郡石鳥谷町新設のため
- 和賀郡岩崎村 （1955年4月1日）和賀郡和賀村新設のため
- 和賀郡藤根村 （1955年4月1日）和賀郡和賀村新設のため
- 和賀郡横川目村 （1955年4月1日）和賀郡和賀村新設のため
- 胆沢郡（旧）前沢町 （1955年4月1日）胆沢郡前沢町新設のため
- 胆沢郡古城村 （1955年4月1日）胆沢郡前沢町新設のため
- 胆沢郡白山村 （1955年4月1日）胆沢郡前沢町新設のため
- 東磐井郡生母村 （1955年4月1日）胆沢郡前沢町新設のため
- 胆沢郡小山村 （1955年4月1日）胆沢郡胆沢村新設のため
- 胆沢郡南都田村 （1955年4月1日）胆沢郡胆沢村新設のため
- 胆沢郡若柳村 （1955年4月1日）胆沢郡胆沢村新設のため
- 東磐井郡大原町 （1955年4月1日）東磐井郡大東町新設のため
- 東磐井郡摺沢町 （1955年4月1日）東磐井郡大東町新設のため
- 東磐井郡興田村 （1955年4月1日）東磐井郡大東町新設のため
- 東磐井郡猿沢村 （1955年4月1日）東磐井郡大東町新設のため
- 東磐井郡渋民村 （1955年4月1日）東磐井郡大東町新設のため
- 東磐井郡（旧）藤沢町 （1955年4月1日）東磐井郡藤沢町新設のため
- 東磐井郡黄海村 （1955年4月1日）東磐井郡藤沢町新設のため
- 東磐井郡八沢村 （1955年4月1日）東磐井郡藤沢町新設のため
- 東磐井郡大津保村 （1955年4月1日）分割し、東磐井郡藤沢町・室根村新設のため
- 東磐井郡折壁村 （1955年4月1日）東磐井郡室根村新設のため
- 東磐井郡矢越村 （1955年4月1日）東磐井郡室根村新設のため
- 気仙郡世田米町 （1955年4月1日）気仙郡住田町新設のため
- 気仙郡上有住村 （1955年4月1日）気仙郡住田町新設のため
- 気仙郡下有住村 （1955年4月1日）気仙郡住田町新設のため
- 旧・釜石市 （1955年4月1日）釜石市新設のため
- 上閉伊郡鵜住居村 （1955年4月1日）釜石市新設のため
- 上閉伊郡甲子村 （1955年4月1日）釜石市新設のため
- 上閉伊郡栗橋村 （1955年4月1日）釜石市新設のため
- 気仙郡唐丹村 （1955年4月1日）釜石市新設のため
- 上閉伊郡（旧）大槌町 （1955年4月1日）上閉伊郡大槌町新設のため
- 上閉伊郡金沢村 （1955年4月1日）上閉伊郡大槌町新設のため
- 下閉伊郡重茂村 （1955年4月1日）宮古市に編入のため
- 下閉伊郡崎山村 （1955年4月1日）宮古市に編入のため
- 下閉伊郡津軽石村 （1955年4月1日）宮古市に編入のため
- 下閉伊郡花輪村 （1955年4月1日）宮古市に編入のため
- 九戸郡伊保内村 （1955年4月1日）九戸郡九戸村新設のため
- 九戸郡江刺家村 （1955年4月1日）九戸郡九戸村新設のため
- 九戸郡戸田村 （1955年4月1日）九戸郡九戸村新設のため
- 西磐井郡（旧）平泉町 （1955年4月15日）西磐井郡平泉町新設のため
- 東磐井郡長島村 （1955年4月15日）西磐井郡平泉町新設のため
- 岩手郡巻堀村 （1955年6月1日）岩手郡玉山村に編入のため
- 和賀郡笹間村 （1955年7月1日）花巻市に編入のため
- 下閉伊郡（旧）川井村 （1955年7月1日）下閉伊郡川井村新設のため
- 下閉伊郡小国村 （1955年7月1日）下閉伊郡川井村新設のため
- 下閉伊郡門馬村 （1955年7月1日）下閉伊郡川井村新設のため
- 岩手郡（旧）葛巻町 （1955年7月15日）岩手郡葛巻町新設のため
- 岩手郡江刈村 （1955年7月15日）岩手郡葛巻町新設のため
- 二戸郡田部村 （1955年7月15日）岩手郡葛巻町新設のため
- 岩手郡沼宮内町 （1955年7月21日）岩手郡岩手町新設のため
- 岩手郡一方井村 （1955年7月21日）岩手郡岩手町新設のため
- 岩手郡川口村 （1955年7月21日）岩手郡岩手町新設のため
- 岩手郡御堂村 （1955年7月21日）岩手郡岩手町新設のため
- 岩手郡大更村 （1956年9月30日）岩手郡西根村新設のため
- 岩手郡平舘村 （1956年9月30日）岩手郡西根村新設のため
- 岩手郡寺田村 （1956年9月30日）岩手郡西根村新設のため
- 岩手郡田頭村 （1956年9月30日）岩手郡西根村新設のため
- 二戸郡荒沢村 （1956年9月30日）二戸郡安代町新設のため
- 二戸郡田山村 （1956年9月30日）二戸郡安代町新設のため
- 西磐井郡金沢村 （1956年9月30日）西磐井郡花泉町に編入のため
- 東磐井郡（旧）千厩町 （1956年9月30日）東磐井郡千厩町新設のため
- 東磐井郡磐清水村 （1956年9月30日）東磐井郡千厩町新設のため
- 東磐井郡奥玉村 （1956年9月30日）東磐井郡千厩町新設のため
- 東磐井郡小梨村 （1956年9月30日）東磐井郡千厩町新設のため
- 東磐井郡薄衣村 （1956年9月30日）東磐井郡川崎村新設のため
- 東磐井郡門崎村 （1956年9月30日）東磐井郡川崎村新設のため
- 気仙郡越喜来村 （1956年9月30日）気仙郡三陸村新設のため
- 気仙郡吉浜村 （1956年9月30日）気仙郡三陸村新設のため
- 気仙郡綾里村 （1956年9月30日）気仙郡三陸村新設のため
- 下閉伊郡（旧）岩泉町 （1956年9月30日）下閉伊郡岩泉町新設のため
- 下閉伊郡安家村 （1956年9月30日）下閉伊郡岩泉町新設のため
- 下閉伊郡有芸村 （1956年9月30日）下閉伊郡岩泉町新設のため
- 下閉伊郡小本村 （1956年9月30日）下閉伊郡岩泉町新設のため
- 下閉伊郡大川村 （1956年9月30日）下閉伊郡岩泉町新設のため
- 下閉伊郡小川村 （1957年4月1日）下閉伊郡岩泉町に編入のため
- 二戸郡（旧）一戸町 （1957年11月1日）二戸郡一戸町新設のため
- 二戸郡姉帯村 （1957年11月1日）二戸郡一戸町新設のため
- 二戸郡小鳥谷村 （1957年11月1日）二戸郡一戸町新設のため
- 二戸郡鳥海村 （1957年11月1日）二戸郡一戸町新設のため
- 二戸郡浪打村 （1957年11月1日）二戸郡一戸町新設のため
- 東磐井郡松川村 （1958年11月1日）東磐井郡東山村（即日町制、東山町）に編入のため

## 1960年～1969年
この10年間に県内に廃止市町村なし

## 1970年～1979年
- 二戸郡福岡町 （1972年4月1日）二戸市新設のため
- 二戸郡金田一村 （1972年4月1日）二戸市新設のため

## 1980年～1989年
この10年間に県内に廃止市町村なし

## 1990年～1999年
- 旧・北上市 （1991年4月1日）北上市新設のため
- 和賀郡和賀町 （1991年4月1日）北上市新設のため
- 和賀郡江釣子村 （1991年4月1日）北上市新設のため
- 紫波郡都南村 （1992年4月1日）盛岡市に編入のため

## 2000年～2009年
- 気仙郡三陸町 （2001年11月15日）大船渡市に編入のため
- 旧・宮古市 （2005年6月6日）宮古市新設のため
- 下閉伊郡田老町 （2005年6月6日）宮古市新設のため
- 下閉伊郡新里村 （2005年6月6日）宮古市新設のため
- 岩手郡安代町 （2005年9月1日）八幡平市新設のため
- 岩手郡西根町 （2005年9月1日）八幡平市新設のため
- 岩手郡松尾村 （2005年9月1日）八幡平市新設のため
- 旧・一関市 （2005年9月20日）一関市新設のため
- 西磐井郡花泉町 （2005年9月20日）一関市新設のため
- 東磐井郡千厩町 （2005年9月20日）一関市新設のため
- 東磐井郡大東町 （2005年9月20日）一関市新設のため
- 東磐井郡東山町 （2005年9月20日）一関市新設のため
- 東磐井郡川崎村 （2005年9月20日）一関市新設のため
- 東磐井郡室根村 （2005年9月20日）一関市新設のため
- 旧・遠野市 （2005年10月1日）遠野市新設のため
- 上閉伊郡宮守村 （2005年10月1日）遠野市新設のため
- 和賀郡湯田町 （2005年11月1日）和賀郡西和賀町新設のため
- 和賀郡沢内村 （2005年11月1日）和賀郡西和賀町新設のため
- 旧・花巻市 （2006年1月1日）花巻市新設のため
- 稗貫郡石鳥谷町 （2006年1月1日）花巻市新設のため
- 稗貫郡大迫町 （2006年1月1日）花巻市新設のため
- 和賀郡東和町 （2006年1月1日）花巻市新設のため
- 旧・二戸市 （2006年1月1日）二戸市新設のため
- 二戸郡浄法寺町 （2006年1月1日）二戸市新設のため
- 九戸郡種市町 （2006年1月1日）九戸郡洋野町新設のため
- 九戸郡大野村 （2006年1月1日）九戸郡洋野町新設のため
- 岩手郡玉山村 （2006年1月10日）盛岡市に編入のため
- 水沢市 （2006年2月20日）奥州市新設のため
- 江刺市 （2006年2月20日）奥州市新設のため
- 胆沢郡胆沢町 （2006年2月20日）奥州市新設のため
- 胆沢郡前沢町 （2006年2月20日）奥州市新設のため
- 胆沢郡衣川村 （2006年2月20日）奥州市新設のため
- 旧・久慈市 （2006年3月6日）久慈市新設のため
- 九戸郡山形村 （2006年3月6日）久慈市新設のため

## 2010年～
- 下閉伊郡川井村 （2010年1月1日）宮古市に編入のため
- 東磐井郡藤沢町 （2011年9月26日）一関市に編入のため